# برایان دانلوی
برایان دانلوی (انگلیسی: Brian Donlevy؛ ۹ فوریهٔ ۱۹۰۱ – ۵ آوریل ۱۹۷۲) یک هنرپیشه اهل ایالات متحده آمریکا بود. وی بین سال‌های ۱۹۲۴ تا ۱۹۶۹ میلادی فعالیت می‌کرد.

## فیلم‌شناسی
از فیلم‌ها یا برنامه‌های تلویزیونی که وی در آن نقش داشته است می‌توان به مک‌گینتی بزرگ، مردگان پیراهن راه راه نمی‌پوشند، دستری دوباره می‌راند، در شیکاگو قدیم و بو ژست اشاره کرد.

## مرگ
دانلوی در سال 1971 به دلیل سرطان گلو تحت عمل جراحی قرار گرفت و در 6 آوریل 1972 بر اثر این بیماری در بیمارستان موشن پیکچر کشور در وودلند هیلز، لس آنجلس، کالیفرنیا درگذشت. او 71 سال داشت. خاکستر او بر فراز خلیج سانتا مونیکا پراکنده شد.